# Nâzım Hikmet
Nâzım Hikmet Ran (1902. január 15. – 1963. június 3.), ismertebb nevén Nâzım Hikmet (nɑːˌzɯm hikˈmɛt), török költő, drámaíró, regényíró; az egyik legismertebb modern török költő, kit világszerte a 20. század legnagyobb költőinek egyikeként tartanak számon. Nemzetközi hírnévre lírájával tett szert. Többször hivatkoznak rá mint „romantikus kommunistára”, illetve „romantikus forradalmárra”. Politikai nézetei miatt többször letartóztatták, illetve száműzték. Műveit több mint 50 nyelvre fordították le.

## Kezdetek
Hikmet Selânik (Szaloniki) városában született, a mai Görögország területén, ahol édesapja kormánytisztviselőként dolgozott. Általános iskolai tanulmányait Isztambul Göztepe negyedében végezte, majd a rangos Galatasaray Lisesi gimnáziumban tanult, akárcsak édesapja. Itt ismerkedett meg a francia nyelvvel. 1913-ban egy másik, a város Nişantaşı negyedében lévő gimnáziumába iratták át.

## Későbbi élete és munkássága
Hikmet az 1920-as években Moszkvában tanult, ekkor került Majakovszkij és V. E. Mejerhold költészetének befolyása alá, illetve ismerkedett meg a leninista szemlélettel. A fiatal futurista szovjet költők is nagy hatást gyakoroltak rá. Mikor visszatért Törökországba, a török avantgard vezéregyénisége lett, innovatív verseivel, drámáival és forgatókönyveivel. A szillabikus verselés formáit megtörve szabadverselésbe kezdett, mely jobban harmonizált a török nyelv hangzásával.
Több versét megzenésítették, ezek közül Zülfü Livaneli dalai a legnépszerűbbek. Görögre fordított verseihez Manosz Loizosz és Thánosz Mikrúcikosz zeneszerzők komponáltak zenét.

## Börtönévei, halála és hagyatéka
Az 1940-es években a költő-írót politikai nézetei miatt börtönbüntetésre ítélték, ami külföldön népszerű beszédtéma lett az értelmiség körében. 1949-ben Pablo Picasso, Paul Robeson és Jean-Paul Sartre is kampányolt a szabadon engedéséért. 1950-ben Hikmet 18 napos éhségsztrájkba kezdett, később egy általános amnesztia keretében szabadon engedték. 1951-ben Nemzetközi Békedíjjal jutalmazták. Többször járt Magyarországon, először 1952. július 11. és 21. között, utoljára 1956 májusában.
Hikmet 1963-ban szívrohamban hunyt el Moszkvában, miután éveket töltött ott száműzetésben kommunista nézetei miatt. Itt temették el, a híres Novogyevicsje temetőben, ahol olyan írók nyugszanak, mint Gogol és Csehov. Hikmet kívánsága az volt, hogy egy falusi temetőben, egy platánfa alatt helyezzék nyugalomra bárhol Anatóliában, de ez sohasem teljesült.
Törökországban Nazım Hikmetet a hazafias költők között tartják számon, az egyszerű falusi, városi emberekről (Memleketimden İnsan Manzaraları – Emberképek a szülőföldemről), a török függetlenségi háborúról (Kurtuluş Savaşı Destanı – A függetlenségi háború eposza) írt versei rendkívül népszerűek.

## Példa költészetére
| Yine Sana Dair                                    |  | Újra te                                                                         |
| ------------------------------------------------- |  | ------------------------------------------------------------------------------- |
| Sende ben,                                        |  | Benned én                                                                       |
| Kutba giden bir geminin sergüzeştini,             |  | a kikötő felé haladó hajó nyugalmát,                                            |
| Sende ben,                                        |  | Benned én                                                                       |
| Kumarbaz macerasını keşiflerin,                   |  | a felfedezők játékszenvedélyét szeretem,                                        |
| Sende uzaklığı,                                   |  | Benned én a távozást,                                                           |
| Sende ben, imkansızlığı seviyorum.                |  | Benned én a lehetetlent szeretem.                                               |
| Güneşli bir ormana dalar gibi                     |  | Beleveszni szemedbe, mint napsütötte erdőbe,                                    |
| Dalmak gözlerine ve kan ter içinde, aç ve öfkeli, |  | s a vadász étvágyával verejtékes-véresen                                        |
| Ve bir avcı istilasıyla etini dişlemek senin.     |  | húsodba harapni dühös-éhesen. –                                                 |
| Sende ben,                                        |  | Benned én                                                                       |
| imkansızlığı seviyorum,                           |  | a lehetetlent,                                                                  |
| Fakat asla ümitsizliği değil….                    |  | de nem a kétségbeesést szeretem.                                                |
|                                                   |  |                                                                                 |
|                                                   |  |                                                                                 |
|                                                   |  | Nazım Hikmet (1901–1963) törökül: Yine Sana Dair, magyar fordítás: Eörsi István |

## Filmek
Nazım Hikmet műveinek felhasználásával több film is készült, illetve néhánynak ő maga írta a forgatókönyvét.
- Yolcu (Utazó), 1994 – drámája alapján (svéd–török film)
- Ljubov moja pecsal moja, 1978 – Egy szerelem története című drámája alapján (orosz film)
- Kizilirmak-Karakoyun (Vörös folyó, fekete bárány), 1967 – novellája alapján (török film)
- Maître Galip, 1962 – rövidfilm, kommentár
- Legenda za ljubovta, 1957 – drámája alapján (bolgár film)
- Dvoje iz odnovo kvartala, 1957 – író
- Legenda o lásce, 1957 – drámája alapján (csehszlovák film)
- Kiskanç, 1942 – író, álnéven (török film)

## A művészetekben
- Történetek története, orosz film, melyet részben Hikmet azonos című verse ihletett.
- Tudatlan tündérek, Ferzan Özpetek filmje, ahol Hikmet egyik könyve központi szerepet játszik a történetben.
- Mavi Gözlü Dev (Kékszemű óriás), életrajzi film a költőről, akit Yetkin Dikinciler színművész alakít.

## Munkái

### Költészete
- İlk şiirler / Nâzım Hikmet, İstanbul : Yapı Kredi, 2002. ISBN 9750803809
- 835 satır / Nâzım Hikmet, İstanbul : YKY, 2002. ISBN 9750803736
- Benerci kendini niçin öldürdü? / Nâzım Hikmet, İstanbul : YKY, 2002. ISBN 9750803744
- Kuvâyi Milliye / Nâzım Hikmet, İstanbul : YKY, 2002. ISBN 9750803752
- Yatar Bursa Kalesinde / Nâzım Hikmet, İstanbul : YKY, 2002. ISBN 9750803760
- Memleketimden insan manzaraları : (insan manzaraları) / Nâzım Hikmet, İstanbul : YKY, 2002. ISBN 9750803779
- Yeni şiirler : (1951-1959) / Nâzım Hikmet, İstanbul : Yapı Kredi Yayınları, 2002. ISBN 9750803787
- Son şiirleri : (1959-1963) / Nâzım Hikmet, İstanbul : Yapı Kredi Yayınları, 2002. ISBN 9750803795

### Angol nyelven
- The day before tomorrow : poems / done into English by Taner Baybars. [South Hinksey, Eng.] : Carcanet Press, 1972. ISBN 0902145436
- Human landscapes / by Nazim Hikmet; translated by Randy Blasing and Mutlu Konuk; foreword by Denise Levertov, New York : Persea Books, c1982. ISBN 0892550686
- Beyond the walls : selected poems / Nâzim Hikmet; translated by Ruth Christie, Richard McKane, Talât Sait Halman; introduction by Talât Sait Halman, London : Anvil Press Poetry, 2002. ISBN 0856463299
- Selected poetry / Nazim Hikmet; translated by Randy Blasing and Mutlu Konuk, New York : Persea Books, c1986. ISBN 0892551011
- Nâzım Hikmet, That Wall / illustrations [by] Maureen Scott, London : League of Socialist Artists, [1973]. ISBN 0950297623

### Magyarul
- Nazim Hikmet versei; ford. Somlyó György, Kuczka Péter; Révai, Bp., 1950
- Huszadik század. Versek; ford. Somlyó György; Szépirodalmi, Bp., 1952
- Kihallgatás; inː A béke arcvonalán... Három jelenet; szerk. Népművészeti Intézet; Művelt Nép, Bp., 1952 (Színjátszók könyvtára)
- Versek; ford., bev., jegyz. Blaskovics József, versford. Tóth Tibor; Magyar Kiadó, Pozsony, 1954
- Názim Hikmet válogatott versei; ford. Devecseri Gábor et al., bev. Somlyó György, jegyz. Hazai György, szerk. Kemény Ferenc; Új Magyar Kiadó, Bp., 1956
- Legenda a szerelemről / A csodabogár. Színművek / Az ünnep első napja; ford. Nikodémusz Elli, Somlyó György; Új Magyar Kiadó, Bp., 1956
- Volt-e hát Ivan Ivanovics?; oroszból ford. Horváth László, utószó Simó Jenő; Európa, Bp., 1958 (Modern könyvtár)
- Nehéz a távollét; vál. Hazai György, Árpád Imre, ford. Tornai József, nyersford., utószó Hazai György; Magyar Helikon, Bp., 1963
- Romantika. Regény; oroszból ford. Brodszky Erzsébet; Európa, Bp., 1964
- Názim Hikmet legszebb versei; ford., bev. Balogh József; Ifjúsági, Bukarest, 1965
- Én, egy ember. Válogatott versek; vál. Tasnádi Edit, ford. Halmos Ferenc et al.; Európa, Bp., 1973
- A szerelmes felhő; ford. Rubovszky Edit, versford. Veress Miklós; Móra, Bp., 1980 (Mókus könyvek)